# سیارک ۲۱۵۴۴
سیارک ۲۱۵۴۴ (به انگلیسی: 21544 Hermainkhan، نامگذاری:1998QL33) بیست و یک هزار و پانصد و چهل و چهارمین سیارک کشف شده‌است که در ۱۷ اوت ۱۹۹۸ کشف شد.
قدر مطلق سیارک برابر ۲۲.۴ است.